# Поротов, Георгий Германович
Гео́ргий Ге́рманович По́ротов (3 мая 1929, Елизово, Дальневосточный край — 1 июля 1985, Петропавловск-Камчатский) — ительменский писатель, фольклорист, член Союза писателей СССР. Писал на русском языке, для творчества характерны мотивы фольклора коренных народов Камчатки. Один из основателей национальных ансамблей «Мэнго», «Эльвель» и «Нургэнэк». Член Союза писателей СССР. Почётный гражданин города Петропавловска-Камчатского.

## Биография
Родился 3 мая 1929 года в с. Елизово Дальневосточного края СССР (ныне Камчатский край, Россия). Детство провёл в с. Мильково. В 1944—1953 трудился пастухом, пахарем, затем учеником кузнеца (или молотобойцем) в колхозе «Безбожник», бухгалтером. В 1953 поступил, а в 1957 году окончил Хабаровскую краевую культпросветшколу в Биробиджане, получив специальность методиста-организатора клубной работы, после чего вернулся в Мильково, пару лет работал заведующим клубом, затем художественным руководителем и директором районного Дома культуры.
В 1959—1964 годах работал директором и художественным руководителем Корякского окружного дома народного творчества в Палане, затем вернулся в Мильково, в 1964—1967 годах трудился заведующим отделом культуры Мильковского райисполкома; в 1967—1976 годах — старший методист Камчатского областного дома народного творчества.
Умер 1 июля 1985 года в г. Петропавловск-Камчатский Камчатской области СССР (ныне Камчатский край, Россия), похоронен на новом Петропавловском кладбище.

## Творчество
В творчестве часто использовал мотивы фольклора коренных народов Камчатки. Первое стихотворение «Друзья, на фестиваль!» написано в 1957 году, оно было положено на музыку и стало песней. Автор ряда сборников поэзии: «Ое» (1967), рассказывающем об попадающем в различные невероятные ситуации бедняке по имени Ое; «Акиках, Ачичух, Абабах» (1972), «Камчатский мотив» (1984).
В 1975 году в издательстве «Современник» вышел сборник песен, стихов и поэм «Песни страны Уйкоаль».
Автор книг «Ветер жизни» (1986, посм.), «Стихотворения и поэмы» (1990, посм.); сборника пьес по ительменским мотивам «Корел» (1969); исторических романов о жизни камчатского села в годы Гражданской войны «На околице Руси» (кн. 1-2, 1979-81); о жителях Камчатки, защищающихся от Японии «Камчадалы» (не завершён, написано 4 главы; 1994, посм.).
Один из основателей первого профессионального корякского ансамбля «Мэнго», повлиял на создание национальных ансамблей «Эльвель» и «Нургэнэк». Автор пьес для детей «Эльвель» (для кукольного театра) и «Потерянный праздник» (по его же пьесе «Веселый акан»).
Публиковал стихи в «Антологии поэзии Дальнего Востока», в коллективных сборниках, журналах, в еженедельнике «Литературная Россия».

## Признание и память
- Памяти поэта посвящены фестивали авторской песни[5][8], выставки[6][12], вечера творчества[13] и литературные чтения[14], книга «Певец страны Уйкоаль»[15], фольклорно-этнографические экспедиции[16].
- В 1991 году Фондом компенсации (в пользу народов Севера) учреждена литературная премия для молодых литераторов им. Г. Поротова[4][7].
- Премия имени Виталия Кручины (за первый сборник стихов «Ое»)[2][3].
- Орден Трудового Красного Знамени (1967; «За вклад в развитие народного искусства»)[3][6][17].
- Решением Малого Совета народных депутатов № 1/3 от 12.01.1993[17] посмертно удостоен звания «Почётный гражданин города Петропавловска-Камчатского»[1][6][10].
- В селе Мильково (Камчатский край) и посёлке Палана (Камчатский край, Корякский округ) именем Г. Г. Поротова названы улицы[1][4].
- 29 апреля 2014 года в канун 85-летнего юбилея со дня рождения в квартире поэта по адресу ул. Войцешека, 7а открылся Литературный музей имени Георгия Поротова[10][18].
- В 2003 году на здание окружной школы искусств на улице Георгия Поротова была установлена мемориальная доска памяти писателя[12].